# Сорхедех
Сорхедех (перс. سرخه ده‎) — село на севере Ирана, в остане Тегеран. Входит в состав шахрестана Демавенд. Является частью дехестана (сельского округа) Эбершиве бахша Меркези.

## География
Село находится в восточной части остана, к югу от автодороги 79, на расстоянии приблизительно 22 километров (по прямой) к юго-востоку от города Демавенд, административного центра шахрестана. Абсолютная высота — 1962 метра над уровнем моря.

## Население
По данным переписи 2006 года население села составляло 617 человек (335 мужчин и 282 женщины). В Сорхедехе насчитывалось 205 домохозяйств. Уровень грамотности населения составлял 60,1 %. Уровень грамотности среди мужчин составлял 61,5 %, среди женщин — 58,5 %.
В 2016 году в селе имелось 182 домохозяйства и проживало 447 человек (233 мужчины и 214 женщин).